# Экстракт листьев плюща
Экстракт листьев плюща — лекарственное средство с недоказанной эффективностью. Позиционируется как препарат растительного происхождения.

## Международное название
Экстракт листьев плюща.

## Торговые названия
Геделикс®, Гедерин, Гелисал®, Проспан®, Сироп от кашля Др.Тайсс с экстрактом плюща

## Лекарственная форма
Капли для приема внутрь, сироп, шипучие таблетки.

## Клинические исследования
Систематический обзор исследований применения препаратов плюща при острых инфекциях верхних дыхательных путей обнаружил серьёзные методологические недостатки этих исследований и отсутствие плацебо-контроля в большинстве из них, а систематический обзор применения экстрактов листьев плюща при лечении хронической обструкции дыхательных путей у детей, страдающих бронхиальной астмой, тоже обнаружил нехватку качественных исследований.

## Противопоказания
Гиперчувствительность, недостаточность аргининсукцинат-синтетазы, беременность, период лактации. Для сиропа — непереносимость фруктозы. Для капель — повышенная чувствительность к мятному маслу, бронхиальная астма, предрасположенность к ларингоспазму, детский возраст до 2 лет (возможность возникновения ларингоспазма).

## Побочные эффекты
Аллергические реакции, тошнота, редко — боли в эпигастральной области.

### Передозировка

#### Симптомы
Тошнота, рвота, диарея, гастроэнтерит.

#### Лечение
Отмена препарата; симптоматическая терапия.

## Особые указания
Допустимо помутнение и изменение вкуса раствора вследствие содержания в препарате экстрактивных веществ. Больным сахарным диабетом следует учитывать, что 5 мл сиропа содержат 1.75 г сорбитола (0.15 ХЕ) — для сиропа.

## Использование препарата при беременности
1-й триместр
Предполагается, что экстракты растений, которые входят в состав препарата, обладают мощным эффектом, и, по-видимому, в данный период они могут оказывать отрицательное влияние на развитие эмбриона. Какое именно — нет данных, потому что исследования влияния этих веществ на организм беременных не проводились.
2-й триместр
Экстракт листьев плюща при беременности во 2-м триместре врачи назначают часто: предполагается, что препарат способен произвести нужный эффект за короткий срок (в среднем 3—5 дней) и потому не может навредить плоду.
3-й триместр
В третьем триместре беременности начинается старение плаценты, соответственно и снижаются её защитные функции. В данный период лекарственные средства могут легко проникать через плаценту, и это необходимо учитывать во время лечения.
Рекомендации по применению экстракта листьев плюща в различные периоды беременности обобщены в таблице:
| Срок       | Рекомендации по применению                                                                                  |
| ---------- | --- |
| 1 триместр | Можно принимать, но с крайней осторожностью под контролем врача                                             |
| 2 триместр | Можно принимать, производит хороший эффект                                                                  |
| 3 триместр | Можно принимать, но следует учитывать, что из-за старения плаценты препарат может легко проникать через неё |

## Взаимодействие
Одновременный прием с противокашлевыми лекарственными средствами затрудняет отхождение разжиженной мокроты.